# Eretmochelys imbricata
La tortuga carey (Eretmochelys imbricata) es una especie de tortuga marina de la familia de los quelónidos. Es la única especie del género Eretmochelys. Existen dos subespecies, Eretmochelys imbricata imbricata que se puede encontrar en el océano Atlántico y Eretmochelys imbricata bissa, localizada en la región Indo-Pacífico.
Su aspecto es similar al de otras tortugas marinas. Tiene un cuerpo plano, un caparazón protector, y sus extremidades en forma de aletas están adaptadas para nadar en mar abierto. Se distingue fácilmente de otras tortugas marinas por su pico puntiagudo y curvo con una prominente mandíbula superior (tomium) y por los bordes en forma de sierra de su caparazón. Aunque la tortuga pasa parte de su vida en mar abierto, se la encuentra más frecuentemente en lagunas poco profundas y arrecifes de coral, donde encuentra fácilmente su presa preferida, las esponjas de mar. Algunas de las esponjas de las que se alimenta son conocidas por ser altamente tóxicas y letales para otros organismos por su alto contenido de óxido de silicio, lo que convierte a la tortuga carey en uno de los pocos animales capaces de alimentarse de organismos silíceos. También se alimentan de otros invertebrados, como tenóforos y medusas.
A causa de las prácticas de pesca humanas, las poblaciones de esta especie a lo largo de todo el mundo se encuentran en serio peligro, por lo que ha sido clasificada por la Unión Internacional para la Conservación de la Naturaleza como especie en peligro crítico de extinción. Varios países, como China y Japón, las han cazado por su carne, considerada un manjar. Los caparazones de las carey y el material que los constituye (también llamado carey) ha sido empleado para la confección de objetos decorativos. Asimismo, se denomina carey, por extensión, al material del que se conforman los caparazones de otras tortugas marinas empleados en idéntica producción artesanal. Según el Convenio sobre el Comercio Internacional de Especies de Fauna y Flora Salvaje Amenazadas (CITES), la captura y el comercio de estas tortugas y sus productos derivados son ilegales en muchas naciones.

## Taxonomía y etimología

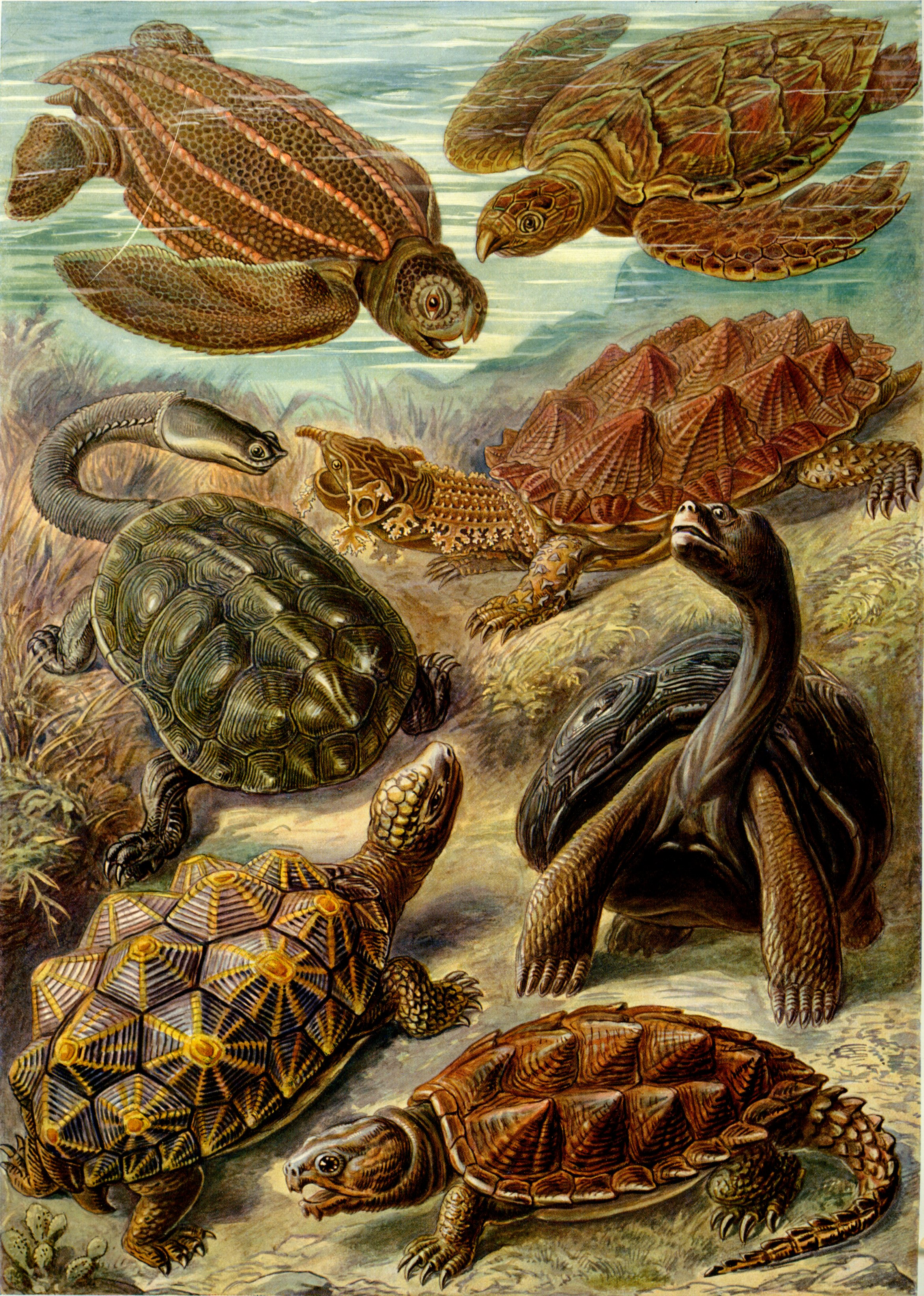
Tortuga carey (arriba a la derecha) en una lámina de Ernst Haeckel de 1904.

Fue descrita inicialmente por Carlos Linneo como Testudo imbricata en 1766. Fue trasladada al género Eretmochelys por el zoólogo austríaco Leopold Fitzinger en 1843. En 1857, la especie fue redescrita como Eretmochelys imbricata squamata, una denominación actualmente inválida.
Hay dos subespecies aceptadas para el taxón E. imbricata. Eretmochelys imbricata bissa (Rüppell, 1835) se refiere a todas las poblaciones de Eretmochelys imbricata que habitan en el océano Pacífico. La población del Atlántico se ha considerado como otra subespecie, Eretmochelys imbricata imbricata (Linneo, 1766). El nombre de la subespecie imbricata se mantuvo porque el espécimen que Linneo utilizó inicialmente para describir la especie era del Atlántico.
Fitzinger describió el nombre del género Eretmochelys a partir de las palabras griegas eretmo y chelys, correspondientes a «remo» y «tortuga», respectivamente, a causa de sus aletas delanteras en forma de remo. El nombre de especie, imbricata, proviene del latín y significa imbricado, que describe perfectamente las placas superpuestas del caparazón de la tortuga ( se encuentra principalmente en peligro de extinción debido a la explotación comercial de su caparazón). El nombre de la subespecie de la carey del Pacífico, bissa, es el término latino para «dos veces». La subespecie fue inicialmente descrita como Caretta bissa porque por entonces fue la segunda especie del género. Caretta es el género del principal pariente de la tortuga carey, la tortuga boba (Caretta caretta).

### Historia evolutiva
E. imbricata tiene varias características anatómicas y ecológicas únicas entre las tortugas marinas, como ser el único reptil fundamentalmente esponjívoro conocido. Por ello, su posición evolutiva ha sido algo confusa. Análisis moleculares apoyan la probabilidad de que la familia Eretmochelydae haya evolucionado de antepasados carnívoros más que de herbívoros. Como la tribu taxonómica Carettini está formada por especies carnívoras (como Caretta caretta), la tortuga carey muy probablemente evolucionó a partir de esta, en vez de la herbívora Chelonini, que incluye a Chelonia mydas.

## Anatomía y morfología

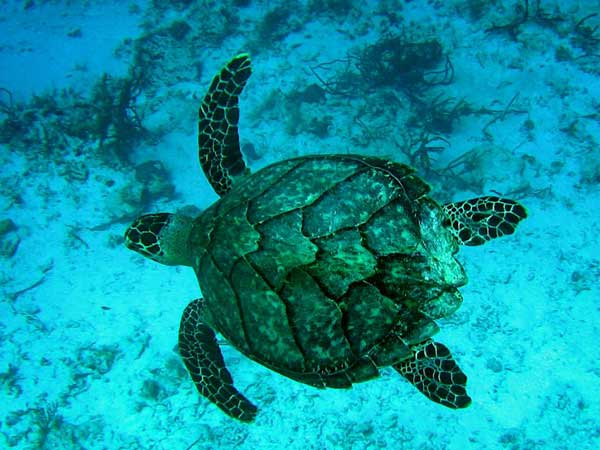
El borde serrado y las placas superpuestas del caparazón son claramente visibles en esta fotografía.

Tiene la apariencia típica de una tortuga marina. Como en los demás miembros de su familia, su cuerpo es plano y sus extremidades en forma de aleta están adaptadas a la natación. Las tortugas adultas tienen de media entre 60 y 90 cm de longitud de caparazón y entre 50 y 80 kg de peso, con un máximo registrado de 127 kg. Su concha o caparazón tiene un fondo de color ámbar, con una combinación irregular de bandas claras y oscuras de colores predominantemente amarillos y marrones difundidos a los lados.
Los ejemplares jóvenes son negros, exceptuando el borde del caparazón, que es amarillo. Cuando nacen tienen forma de corazón y van adquiriendo forma oval cuando crecen. El color del borde serrado formado por las placas del caparazón se difumina con la edad. Los machos se distinguen por una pigmentación más clara, peto cóncavo, uñas más largas y una cola más gruesa.
También tiene varias características que la distinguen de otras especies estrechamente relacionadas con ella. Su alargada y afilada cabeza termina en una boca parecida a un pico que, en su caso, es más pronunciado y afilado que el de otras tortugas marinas. Sus brazos tienen dos garras visibles en cada aleta.

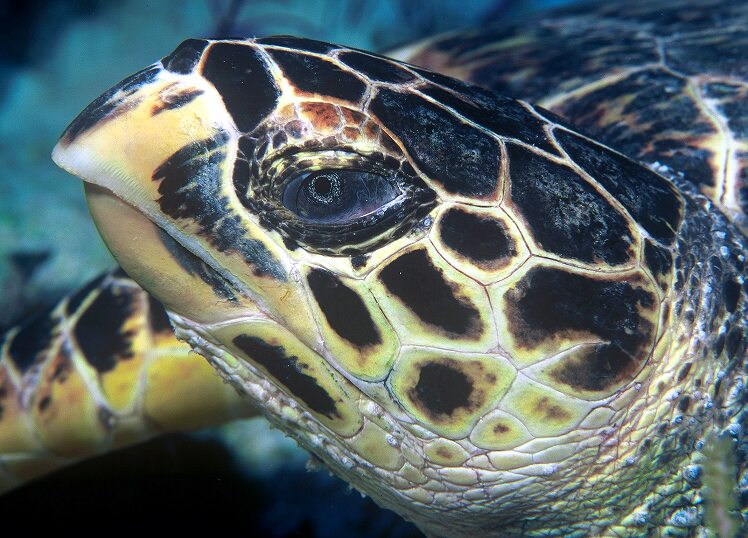
Primer plano de su distintiva boca en forma pico.

Una de sus características más distintivas es el patrón de gruesas placas que forman su caparazón. Mientras que su caparazón tiene cinco placas centrales y cuatro pares a cada lado como varios miembros de su misma familia, las placas posteriores de la carey se superponen de tal manera que le dan al borde posterior de su caparazón una apariencia aserrada, parecida al filo de una sierra o de un cuchillo dentado. El caparazón de la tortuga puede llegar a medir 90 cm de ancho.
Sus huellas en la arena son asimétricas, ya que se arrastran por la tierra con un paso alterno. Esta forma de avance se diferencia de las tortugas verdes (Chelonia mydas) y las tortugas laúd (Dermochelys coriacea), que se arrastran de una forma bastante simétrica.
Son grandes nadadoras. Pueden alcanzar velocidades de hasta 24 km/h y hay registros de tortugas que han recorrido nadando 4828 km. En el Caribe se han registrado inmersiones de tortugas carey a más de 70 metros de profundidad durante un periodo de más de 80 minutos.

## Distribución

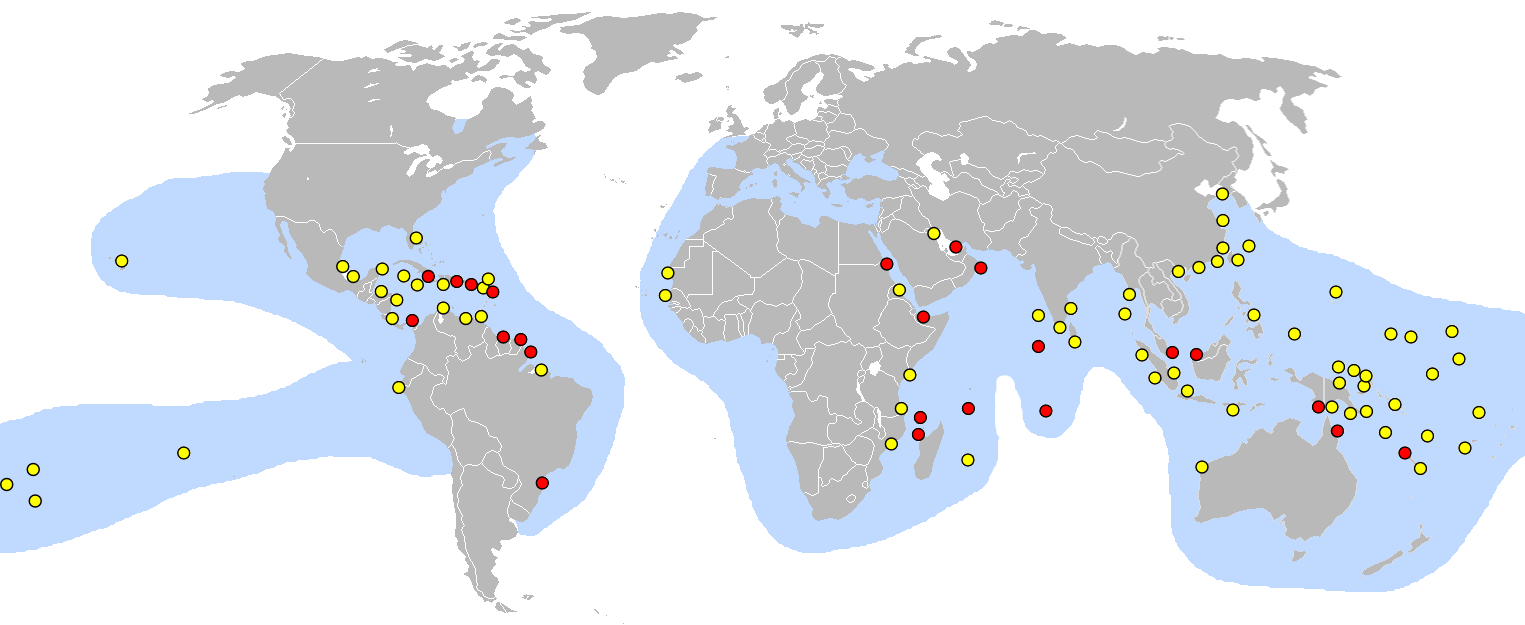
Gráfico de lugares de anidamiento de E. imbricata. Los círculos rojos representan los principales lugares de puesta, los amarillos, los secundarios.
(Pinchar en la imagen para agrandar).

Tiene una amplia área de distribución, y se la puede encontrar principalmente en aguas tropicales de los océanos Índico, Pacífico y Atlántico. De todas las especies de tortugas de mar, E. imbricata es una de las más asociadas con aguas tropicales. Se conoce la existencia de dos subpoblaciones principales, la del Atlántico y la del Índico-Pacífico.

### Subpoblación atlántica
En el Atlántico, sus poblaciones pueden llegar tan al oeste como el golfo de México, y el área de distribución este alcanza hasta el sur del continente africano. El límite norte del área de distribución de la especie puede extenderse hasta el estrecho de Long Island, a lo largo del borde norte de los Estados Unidos. Al otro lado del Atlántico, se han visto tortugas carey en las frías aguas del canal de la Mancha, el avistamiento más al norte del que se tiene conocimiento. La región más al sur en la que se han visto ejemplares es el cabo de Buena Esperanza, en África.
En el Caribe, son conocidas en la costa brasileña (en concreto Bahía), el sur de Florida y Hawái. También se han visto en las playas de Antigua y Barbuda. Costa Rica tiene lugares de anidamiento de E. imbricata, concretamente en las proximidades del parque nacional Tortuguero. La isla de Cuba es conocida por ser una zona de alimentación para las poblaciones de tortugas carey caribeñas. En Puerto Rico, las aguas en torno a la isla de Mona también sirven de lugar de alimentación a esta especie. Las costas sur y este de la República Dominicana cuentan también con lugares de desove y hábitats para juveniles, estas poblaciones se encuentran en zonas protegidas como la Isla Saona en parque nacional del Este y el parque nacional Jaragua.
A pesar de ser una tortuga tropical, se han visto ejemplares de esta especie en áreas de latitudes tan altas de los Estados Unidos como Massachusetts y el estrecho de Long Island. También se las ha llegado a ver en aguas de Virginia.

### Subpoblación indo-pacífica

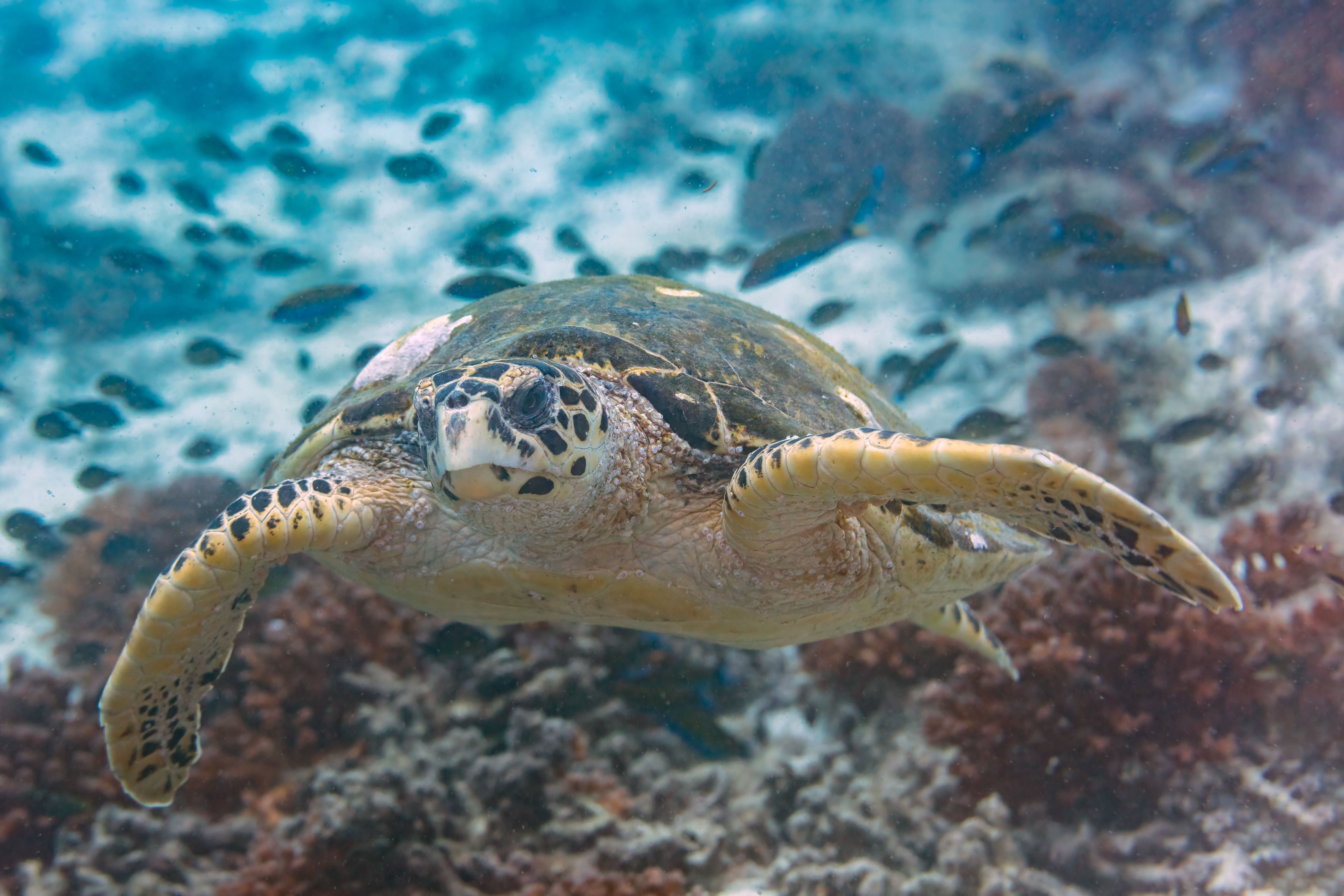
Vista frontal de un ejemplar en Omán.

La población indo-pacífica se extiende a lo largo de toda la región. En el océano Índico, las carey se pueden ver a menudo a lo largo de toda la costa oriental del continente africano, incluidos los mares en torno a Madagascar y los grupos de islas vecinas. La variedad de la especie del océano Índico se extiende a lo largo de la costa de Asia, incluido el golfo Pérsico y el mar Rojo, por todo el litoral del subcontinente indio y a través del archipiélago indonesio y de la costa noroeste de Australia. La variedad pacífica de E. imbricata se limita a las regiones tropicales y subtropicales del océano. La población más al norte de la región se sitúa en las aguas del extremo sudoeste de la península de Corea y el archipiélago japonés. Esta variedad del océano Pacífico continúa, envolviendo toda la región del Sureste Asiático, toda la costa norte de Australia y, desde el sur de esta, hasta la zona norte de Nueva Zelanda. Al otro lado del Pacífico, podemos verlas desde el extremo norte de la península de Baja California, en México, y a lo largo de las aguas de Centroamérica, especialmente en la Bahía de Jiquilisco en El Salvador ya que esta zona alberga aproximadamente el 40 % de la población en todo el pacífico oriental, esta especie reside durante todo el año en la Bahía usando los canales del estero para alimentarse y aparearse, asimismo el resto se extiende por toda la zona de América del Sur hasta el extremo norte de Chile.
En Filipinas se conocen varios lugares de nidificación de la especie. Se encontraron tortugas carey en la isla de Borácay. Un pequeño grupo de islas al suroeste del archipiélago filipino se denomina Turtle Islands (islas Tortugas) porque son conocidas como lugar de nidificación de dos especies de tortugas marinas, incluida la carey (la otra es la tortuga verde). En Australia E. imbricata nidifica en la isla Milman, en la Gran Barrera de Coral. En el océano Índico, el lugar más al oeste donde se tiene conocimiento sobre nidos de tortugas carey es en la isla Cousine, en las Seychelles, donde la especie está protegida legalmente desde 1994. Las islas interiores e islotes de las Seychelles, como la isla de Aldabra, son buenos lugares de alimentación para ejemplares jóvenes.

## Ecología

### Hábitat
Los adultos se encuentran principalmente en arrecifes de coral tropicales. Por lo general se las ve a lo largo del día descansando en cuevas y salientes en y alrededor de estos arrecifes. Como especie de marcado carácter migratorio, también se las puede encontrar en una amplia variedad de hábitats, desde el mar abierto hasta lagunas y manglares en estuarios. Aunque no se sabe mucho sobre las preferencias de hábitat durante sus primeros años de vida se asume que, al igual que otras tortugas marinas jóvenes, son completamente pelágicas, con lo que hacen del mar abierto su hogar hasta que alcanzan la madurez.

### Alimentación

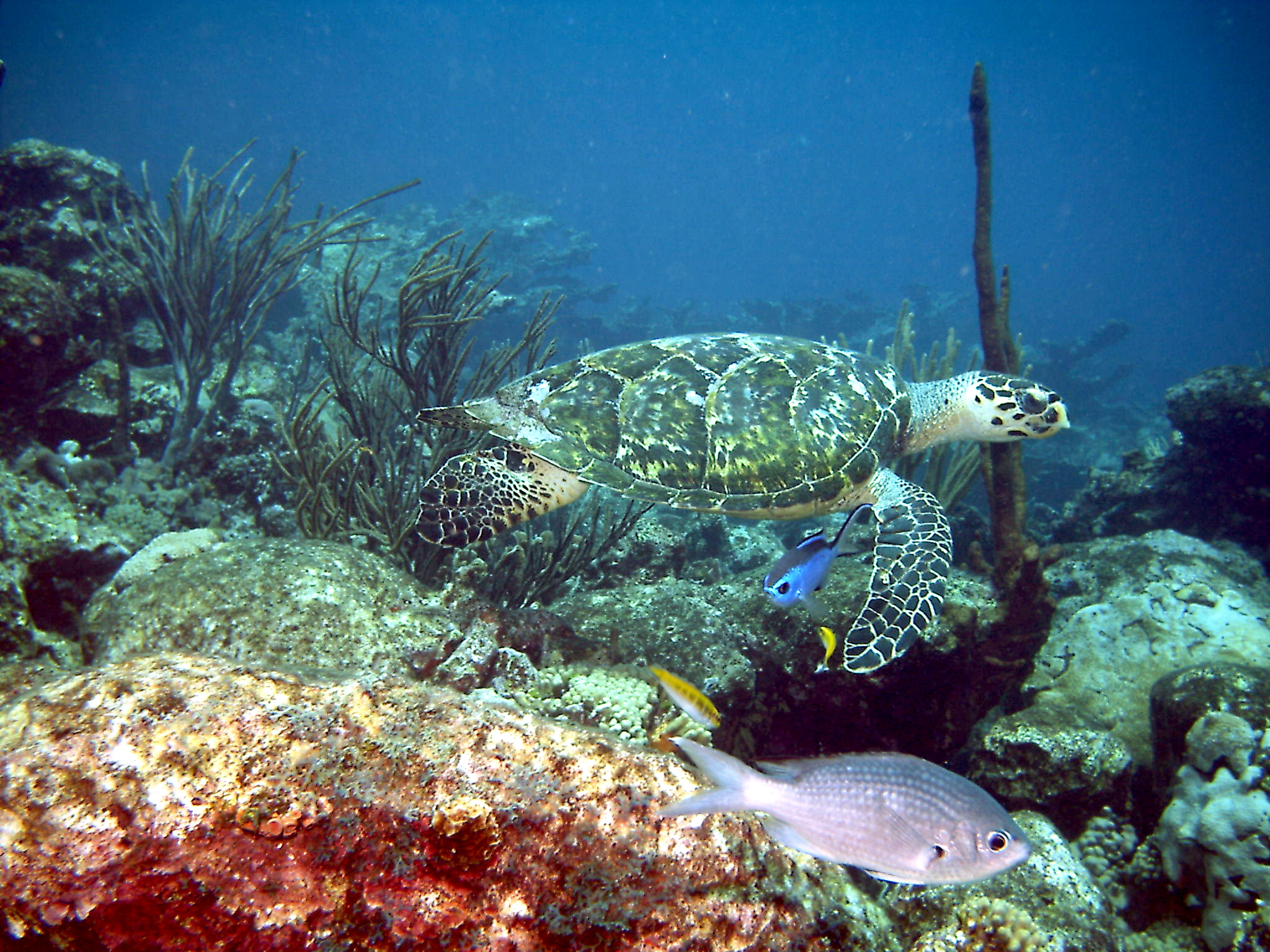
En un arrecife de coral en Venezuela.

Aunque se sabe que son omnívoras, su principal alimento son las esponjas, que constituyen entre el 70 % y el 95 % de la dieta de las poblaciones de la especie en la zona del Caribe. Sin embargo, como ocurre con muchos esponjívoros, esta tortuga se alimenta sólo de algunas especies seleccionadas, ignorando muchas otras. Las poblaciones del Caribe se alimentan principalmente de esponjas de la clase Demospongiae, y más concretamente las pertenecientes a los órdenes Astrophorida, Spirophorida y Hadromerida. Entre las especies de esponjas de las que se tiene conocimiento que forman parte de la dieta de estas tortugas se incluye Geodia gibberosa. Las carey también se alimentan de algas y cnidarios, como medusas y anémonas de mar. También son conocidas por alimentarse de un peligroso hidrozoo como la fragata portuguesa (Physalia physalis). Las carey cierran sus desprotegidos ojos cuando se alimentan de esos cnidarios, para evitar el contacto de sus cnidoblastos, que, sin embargo, no pueden penetrar en sus blindadas cabezas.
Las carey han demostrado ser muy flexibles y resistentes a sus presas. Algunas de las esponjas que le sirven de alimento, como Aaptos aaptos, Chondrilla nucula, Tethya actinia, Spheciospongia vesparium y Suberites domuncula, son altamente tóxicas (muchas veces letales) para otros organismos. Además, se tiene constancia de que E. imbricata escoge especies de esponja que poseen una cantidad significativa de espículas silíceas, como Ancorina, Geodia, Ecionemia y Placospongia. Con la excepción de algunos peces muy especializados de los arrecifes de coral, como el pez payaso (Amphiprion spp.), no se conoce ningún otro vertebrado capaz de tolerar una dieta tan tóxica.

### Ciclo vital

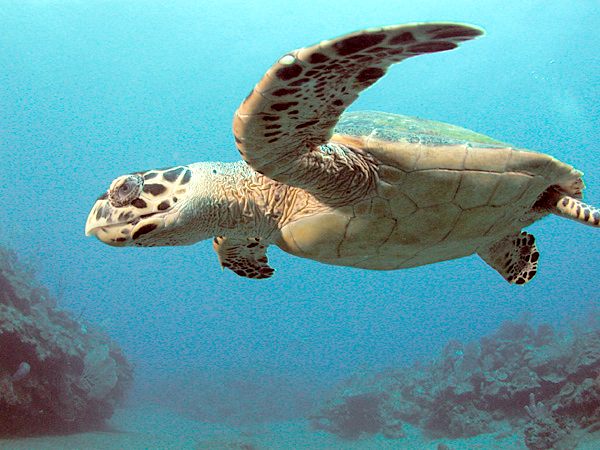
Tortuga carey en Saba.

Todavía se desconocen muchas cuestiones sobre su ciclo vital. Tienen unos intervalos de anidación de entre dos y cuatro años, aunque este periodo puede variar de nueve meses a diez años, según la zona; utilizan preferentemente lagunas aisladas de islas remotas a lo largo de toda su área de distribución. La época de apareamiento de la carey atlántica transcurre normalmente entre abril y noviembre. Para las poblaciones del océano Índico, como las de las Seychelles, esta discurre entre septiembre y febrero. De igual forma que sucede con otras tortugas marinas, las carey se aparean en lagunas poco profundas cerca de las playas donde probablemente nidificarán. Tras el acoplamiento, las hembras arrastran sus pesados cuerpos hasta la playa durante la noche. Entonces se encargan de limpiar una zona y cavar un agujero donde depositarán sus huevos, usando sus aletas traseras. Después la hembra efectúa la puesta en el nido y cubre de inmediato los huevos con arena. Los nidos de E. imbricata del Caribe y de Florida generalmente contienen unos 140 huevos, aunque pueden llegar a 250, sin embargo, las nidadas notificadas en el golfo Pérsico son sensiblemente inferiores, con un promedio de unos 90 huevos. Tras el prolongado proceso, de varias horas de duración, la hembra vuelve al mar. La puesta es el único momento en que las tortugas carey abandonan el mar.
La tortugas recién nacidas, que generalmente pesan menos de 24 gramos, abandonan el nido durante la noche después de aproximadamente dos meses. Estos recién nacidos presentan colores oscuros y el caparazón, en forma de corazón, mide aproximadamente 2,5 centímetros de longitud. De forma instintiva se dirigen al mar, atraídos por el reflejo de la Luna sobre el agua (un proceso que puede ser perturbado por fuentes de luz antropogénicas). Las crías que no alcancen el agua antes del amanecer probablemente terminen siendo alimento de diversos predadores, como cangrejos y aves limícolas.
La carey se cruza fácilmente con otras tortugas marinas, como las tortugas bobas (Caretta caretta). Ciertos híbridos encontrados en Brasil o en Florida fueron viables y fértiles porque existían por lo menos desde dos generaciones. Se descubrió también un híbrido de tortuga verde (Chelonia mydas) en Surinam.

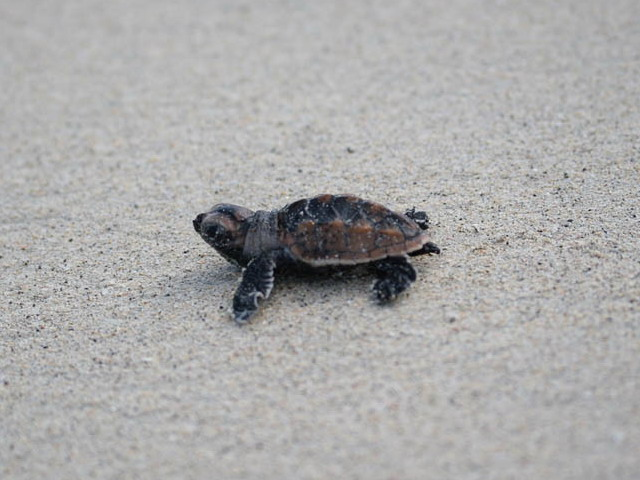
Carey recién nacida abandonando el nido en Puerto Rico.

Poco se sabe sobre los primeros años de vida de las crías: tras alcanzar el mar, se cree que inician una etapa de vida pelágica (como otras tortugas marinas), durante un periodo de tiempo indeterminado. Aunque se desconoce su tasa de crecimiento, cuando los ejemplares jóvenes alcanzan cerca de 35 cm, pasan de un estilo de vida pelágico a uno asociado a los arrecifes de coral. Alcanzan la madurez sexual entre los 20 y los 40 años de edad.
Se estima que pueden vivir entre 30 y 50 años, aunque, debido a la falta de datos, no se sabe con exactitud la edad que pueden alcanzar en estado salvaje. Como otras tortugas marinas, las carey son solitarias durante la mayor parte de su vida; sólo se agrupan durante la época de apareamiento. Con anterioridad se las consideraba sedentarias, pero actualmente se sabe que son de marcado carácter migratorio. Debido a la dureza de sus caparazones, no tienen grandes predadores y existen pocas criaturas que sean capaces de morder a través de su concha protectora. Los tiburones y los cocodrilos marinos son algunos de sus depredadores naturales. También se tiene conocimiento de que algunas especies de pulpos y de peces pelágicos se alimentan de tortugas adultas.

## Relación con los humanos

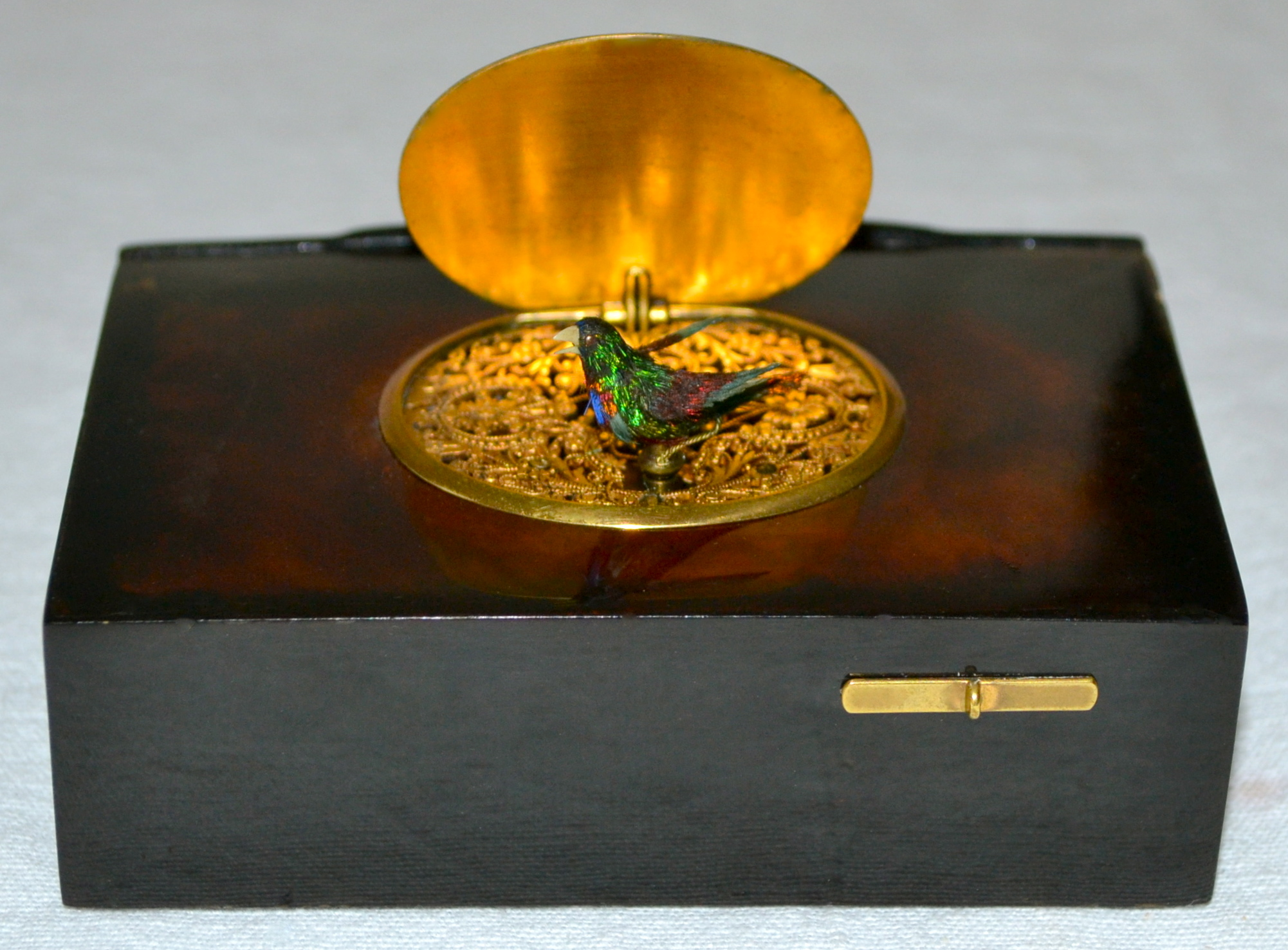
Caja de pájaro cantor autómata hecha de carey, hacia 1890.

A lo largo de todo el mundo las tortugas carey son cazadas por los seres humanos, aunque esta práctica sea ilegal en muchos países. En algunas partes del mundo se capturan por ser consideradas un alimento exquisito. Desde el siglo V a. C. las tortugas de mar, incluidas las carey, se vienen consumiendo en China.
Muchas culturas también usan los caparazones de estas tortugas con fines decorativos y son tan demandadas como el marfil, el oro y algunas gemas, alcanzando elevados precios en el mercado. En español el material que conforma las placas de su caparazón se denomina carey. Este material se utiliza en varios complementos personales, como las monturas de las gafas, anillos o pulseras y en multitud de objetos decorativos. En 1994 Japón dejó de importar caparazones de tortugas carey de otras naciones. Con anterioridad, el comercio de caparazones de carey japonés era de aproximadamente 30 000 kg de caparazones al año. En occidente sus caparazones ya eran utilizados por los antiguos griegos y romanos para la joyería, como peines, cepillos y anillos. La mayor parte del comercio mundial de sus caparazones se produce en el Caribe. En 2006, se comprobó que se disponía de una gran cantidad de caparazones en los países de la región, como la República Dominicana y Colombia.
La tortuga carey figura en el reverso de los billetes de 20 bolívares venezolanos y en los de 2 reales brasileños.

## Conservación
Existe un consenso general sobre la consideración de las tortugas marinas, incluida Eretmochelys imbricata, como mínimo como especies amenazadas, debido a su longevidad, crecimiento lento y tardía madurez, así como su lenta tasa de reproducción. Muchas tortugas adultas mueren por la acción de los seres humanos, tanto deliberadamente como accidentalmente. Además, los lugares de anidación de las tortugas también están amenazados por la invasión humana y animal. Se sabe de algunos pequeños mamíferos que asaltan sus lugares de anidada y desentierran los huevos de las tortugas. En las Islas Vírgenes de los Estados Unidos, los nidos de E. imbricata (junto con otros nidos de tortugas marinas como Dermochelys coriacea) son frecuentemente atacados por mangostas tras la puesta.

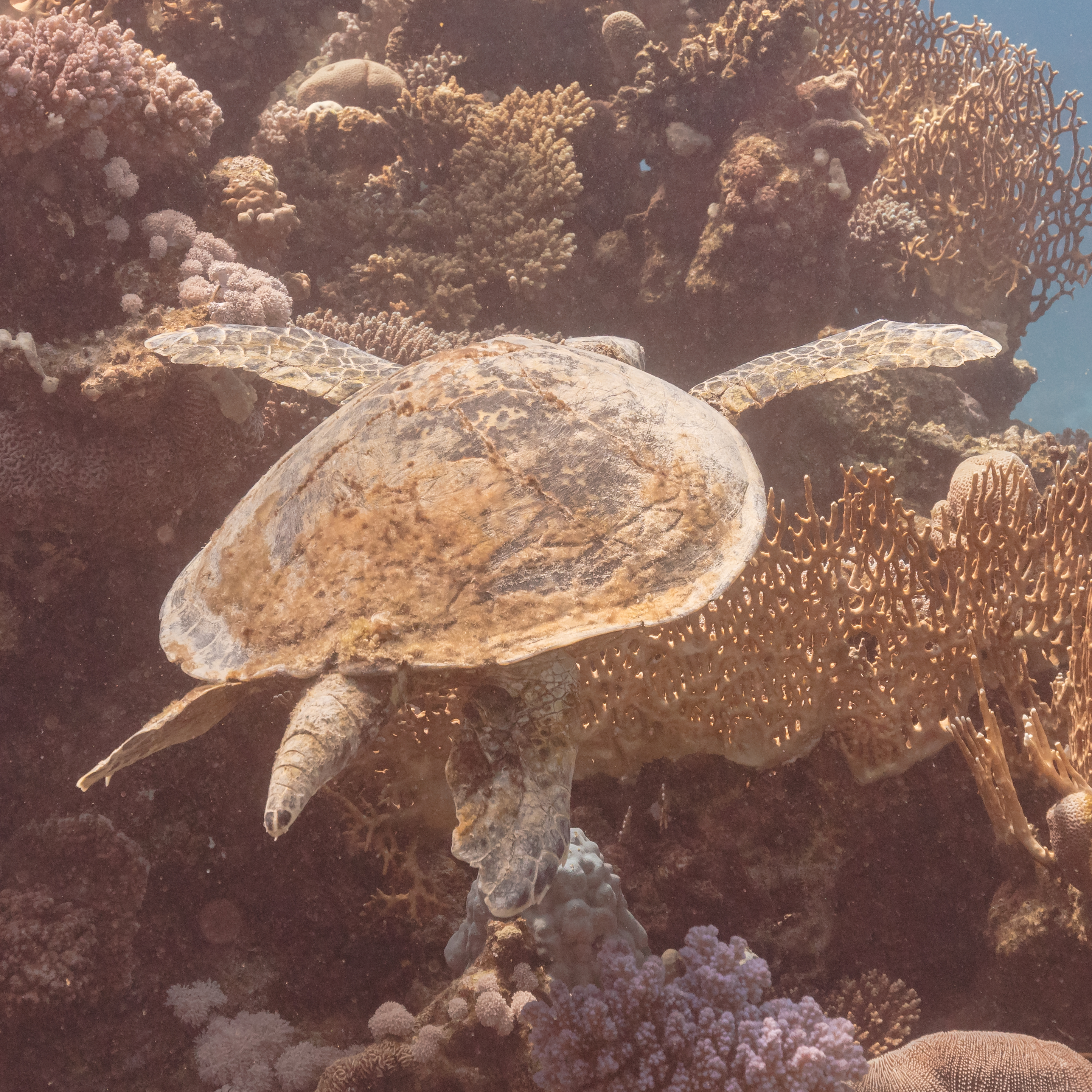
Ejemplar en el mar Rojo.

En 1996 esta especie fue incluida en la Lista Roja de la UICN de especies amenazadas, clasificada como especie en peligro crítico de extinción. Su estatus como especie amenazada de extinción, fue cuestionada con anterioridad con dos propuestas que alegaban que esta tortuga (junto con otras tres especies) contaba con varias poblaciones estables significativas a lo largo de todo el mundo. Esas peticiones fueron rechazadas por la UICN basándose en su análisis de los datos presentados por la Marine Turtle Specialist Group (MTSG) que mostraban que la población mundial de tortugas carey se había reducido en un 80 % en las tres últimas generaciones de la especie y que no se había producido ningún aumento significativo de las poblaciones desde 1996. A la vista de estos datos, la UICN asignó la consideración de en peligro crítico (CR A1) en el estatus de la especie. Sin embargo no se le aplicó el grado A2, porque la UICN consideró que no había datos suficientes que demostraran que su población fuera a tener una disminución de más del 80 % en el futuro.
Fue catalogada por primera vez como especie amenazada por la UICN en 1982. Mantuvo esta consideración durante varias revaluaciones: en 1986, 1988, 1990, y 1994, hasta su consideración como especie en peligro crítico de extinción en 1996.
La especie (junto con toda la familia Cheloniidae) fue incluida en el Apéndice I del Convenio sobre el Comercio Internacional de Especies de Fauna y Flora Salvaje Amenazadas (CITES). Por este Convenio, es ilegal la importación o exportación de productos derivados de estas tortugas, así como matar, capturar o acosar ejemplares de esta especie.